# 5583 Braunerová
5583 Braunerová è un asteroide della fascia principale. Scoperto nel 1989, presenta un'orbita caratterizzata da un semiasse maggiore pari a 2,8776802 UA e da un'eccentricità di 0,0246419, inclinata di 2,90554° rispetto all'eclittica.